# 2-cloro-2-metilpropano
El 2-cloro-2-metilpropano, también llamado cloruro de terc-butilo, es un compuesto orgánico de fórmula molecular C4H9Cl.

## Propiedades físicas y químicas
A temperatura ambiente, el 2-cloro-2-metilpropano es un líquido incoloro.
Tiene su punto de ebullición a 51 °C mientras que su punto de fusión es -27 °C.
Posee una densidad inferior a la del agua (ρ = 0,844 g/cm³) y en estado gaseoso es 3,2 veces más denso que el aire. Su viscosidad a 20 °C es de 0,51 cP.
El valor estimado del logaritmo de su coeficiente de reparto, logP = 2,20, indica que es más soluble en disolventes apolares que en disolventes polares.
Es incompatible con agentes oxidantes fuertes.

## Síntesis
La síntesis de 2-cloro-2-metilpropano se logra con muy buen rendimiento por sustitución nucleofílica (de tipo SN1) de terbutanol con ácido clorhídrico concentrado. El producto se purifica mediante secado y posterior destilación.
Como subproducto de esta reacción se forma isobuteno. La producción industrial puede tener lugar en fase gaseosa entre isobuteno y cloruro de hidrógeno en presencia de óxido de aluminio a 100 °C.

## Usos
En síntesis orgánica, el 2-cloro-2-metilpropano se usa para introducir un grupo terc-butilo en moléculas orgánicas.
Este compuesto se usa como electrófilo en alquilaciones de Friedel-Crafts para unir el grupo terc-butilo a un compuesto aromático. Comenzando con benceno, el terc-butilbenceno se puede preparar con cloruro de aluminio anhidro como catalizador:
El ion tetracloroaluminato formado inicialmente reacciona con el protón separado del cloruro aromático en cloruro de hidrógeno, con la formación del cloruro de aluminio, de modo que solo se requieren cantidades subestequiométricas de AlCl3.

## Precauciones
El 2-cloro-2-metilpropano es un líquido muy inflamable cuyo punto de inflamabilidad es -27 °C. 
Su temperatura de autoignición se alcanza a los 570 °C.